# Le Grand Taureau
Le Grand Taureau est un sommet du massif du Jura situé sur la commune française de Pontarlier, dans le département du Doubs. Il culmine à 1 323 m d'altitude.

## Géographie
Le Grand Taureau appartient à la montagne du Larmont qui domine la ville de Pontarlier. Il est situé près de la frontière franco-suisse, sur la commune de Pontarlier.

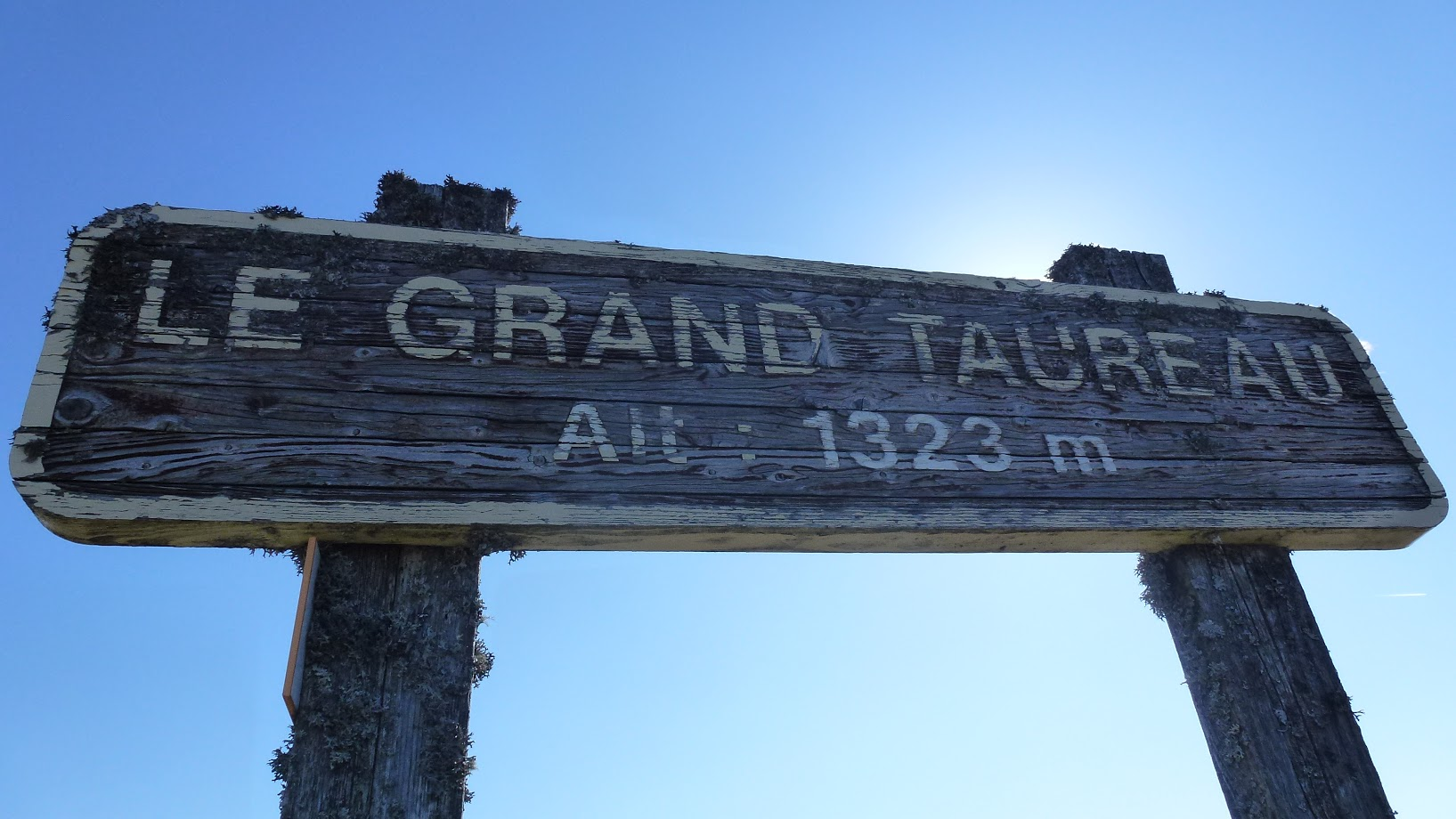
Le Grand Taureau
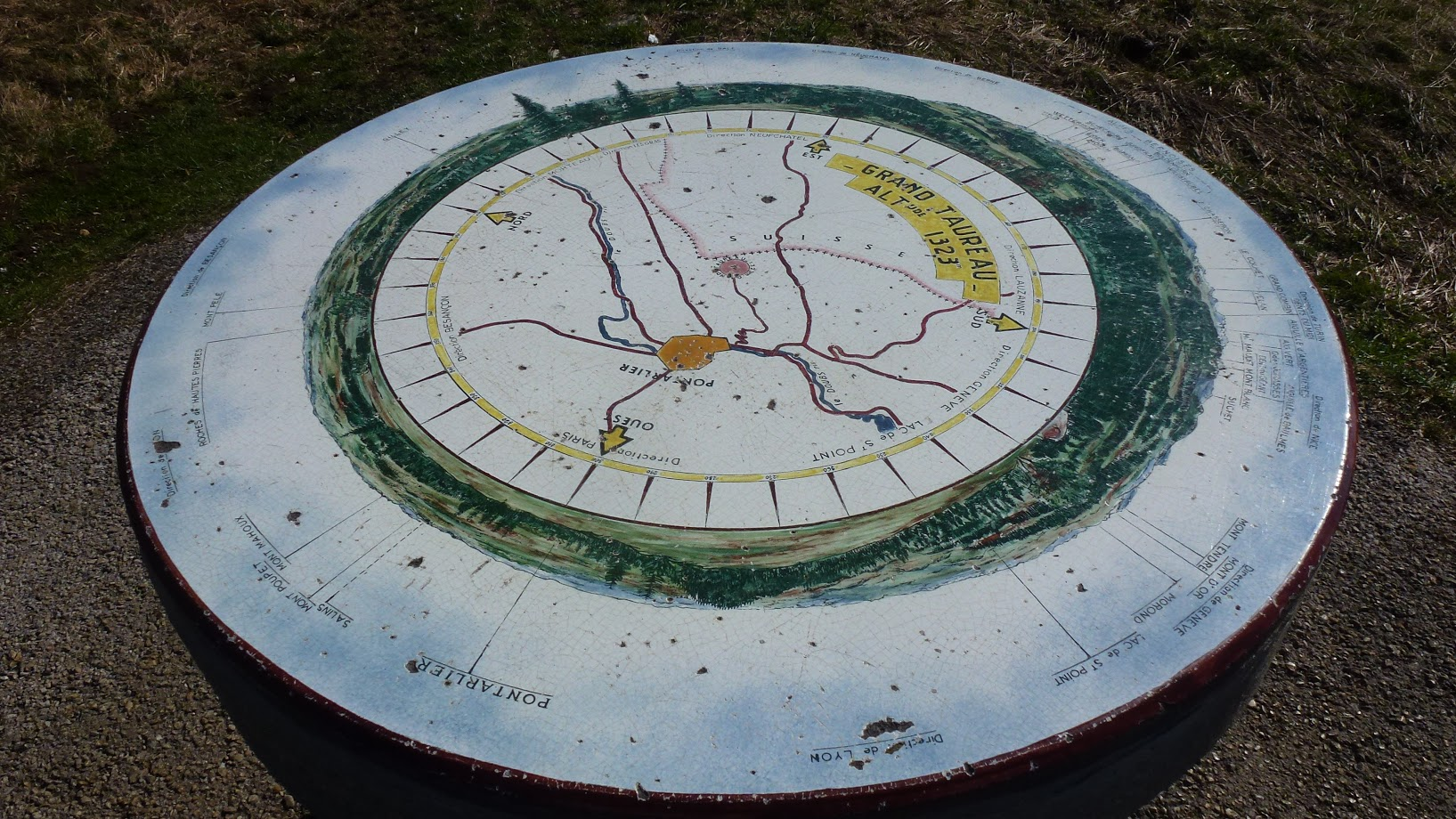
Le Grand Taureau. Table d'orientation.
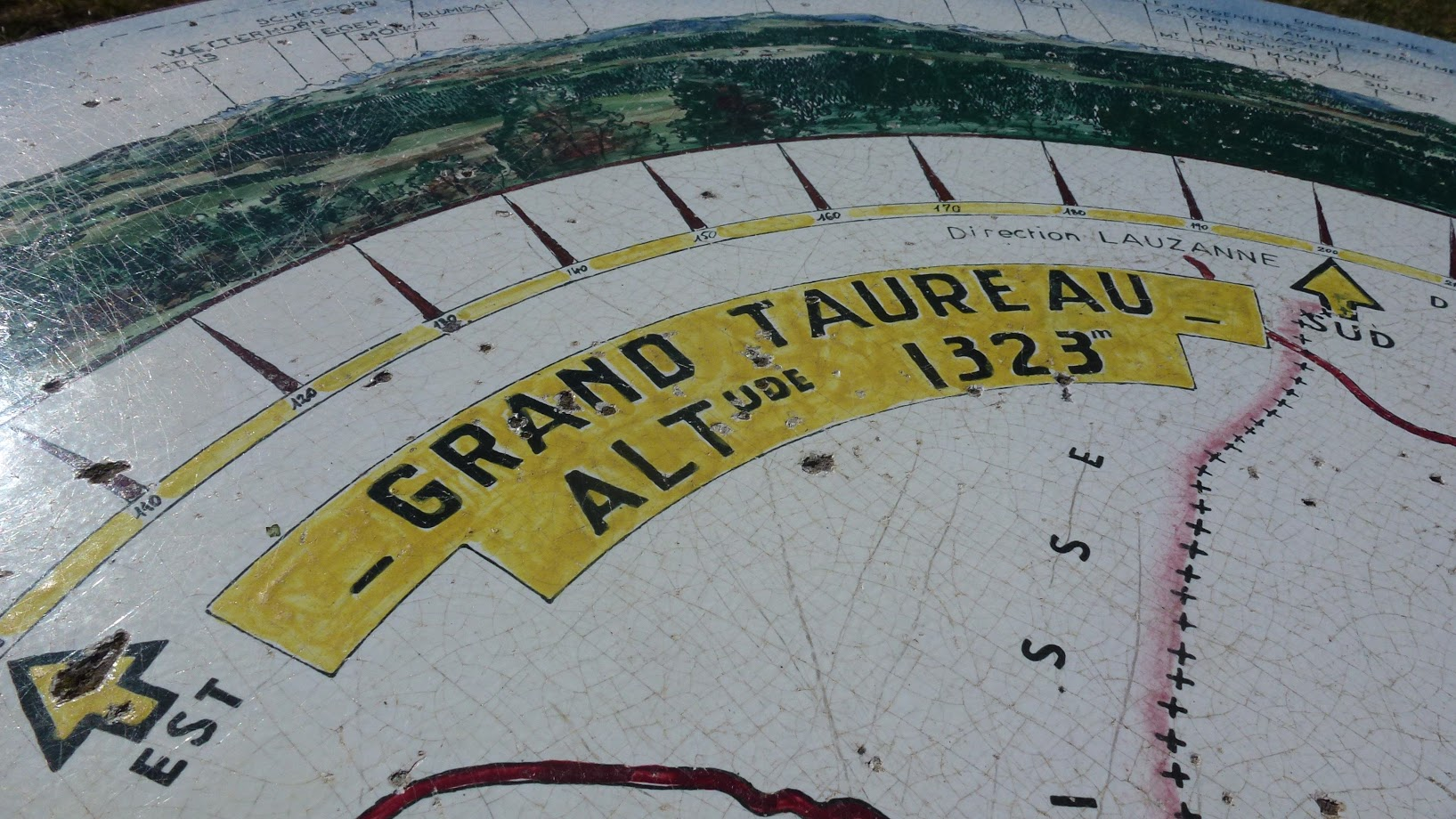
Le Grand Taureau. Table d'orientation (détail).